# Erik Grafström (ämbetsman)
Erik Olof Hjalmar Grafström, född 23 juni 1914 i Umeå, död 20 maj 1991 i Stocksund i Danderyd, var en svensk ämbetsman. Han var statssekreterare vid kommunikationsdepartementet 1955–1957, generaldirektör för Statens Vattenfallsverk under åren 1958–1970 och ordförande där 1970–1979.

## Biografi
Grafström tog studentexamen 1933 i Umeå högre allmänna läroverk med högsta betyg i nästan alla ämnen. 1939 blev han pol. mag. vid Stockholms högskola. Under studentåren i Stockholm var Grafström ordförande i Sveriges Förenade Studentkårer.
Efter examen arbetade han 1939 till 1942 på Stockholms Enskilda Bank. Från 1942 arbetade Grafström, vid sidan av en rad av dåtidens banbrytande statliga utredningar, för regeringskansliet och med uppdrag inom den statliga sektorn. Han började i industrikommissionen, sedan Statens handels- och industrikommission för att 1955 bli statssekreterare vid kommunikationsdepartementet och 1958 generaldirektör för Statens Vattenfallsverk.
År 1962 genomförde han en stor omorganisation och verket flyttade in i nya kontorshuset i Råcksta. Han genomförde ytterligare rationaliseringar i slutet av 1960-talet, varpå antalet anställda nästan halverades – från 14 000 till 8 000.
Han var styrelseordförande i bland annat AB Atomenergi 1958–1960, SIGAB 1964–1969. Efter att lämnat chefsposten i Vattenfall 1970 var han styrelseordförande för bland annat Vattenfall till 1979, i Sveriges Investeringsbank till 1978, Statsföretag AB (1971–1977), Svenska Handelsbanken, Forsmark AB (1972–1978), NJA (1975–1978) och LKAB (1975–1978).
Grafström var under perioden 1941 till 1984 delaktig i ett flertal statliga utredningar med tyngdpunkt på de som handlade om energi och kärnkraft. Han kom med tiden att bli alltmer tveksam till kärnkraftens roll och betraktade kärnkraften mera som en parentes i energisystemet.

### Familj
Erik Grafström var son till översten Hjalmar Grafström och Elsa, född von Nolting. Han gifte sig 1942 i Seglora kyrka med Brita Dahlberg (1919–1996) och de fick tillsammans tre söner.
Erik Grafström avled 1991 och är gravsatt på Djursholms skogskyrkogård i Danderyds församling.

## Utmärkelser
- 1946 – Minnesmedaljen för humanitär verksamhet till förmån för Finlands krig 1941–1944; Gustaf Mannerheim, Republiken Finlands President
- 1954 – Orde van Oranje-Nassau; Drottning Juliana av Nederländerna[8]
- 1958 – Kommendör av Kungliga Nordstjärneorden; Hans Maj:t Konungen
- 1961 – Kommendör av Kungliga Nordstjärneorden, första klassen; Hans Maj:t Konungen[9]
- 1970 – Kommendör av Kungliga Nordstjärneorden, Storkorset; Hans Maj:t Konungen[10]
- 1970 – Ledamot av Kungliga Ingenjörsvetenskapsakademin, IVA

### Otryckta källor
Under åren 1986 till sin bortgång 1991 skrev Grafström ett antal självbiografiska texter om skeenden under sin yrkeskarriär.

- Kärnenergin och jag[6]
- Stekenjokk
- Vattenfall – omorganisation, ekonomisystem, bättre konkurrenskraft
- Jag blev socialdemokrat
- Statssekreterare med fem statsråd
- Att utreda – en passion
- Storflygplats
- Till Vattenfall – en ”politisk regim”[11]
- Vattenkraften och naturskyddet[12]